# Дон Гатчісон
Дональд Гатчісон (англ. Donald Hutchison, нар. 9 травня 1971, Гейтсхед) — шотландський футболіст, півзахисник. Після завершення ігрової кар'єри став телеекспертом та коментатором на Talksport та ESPN FC.
Гатчісон грав у англійській Прем'єр-лізі за «Ліверпуль», «Вест Гем Юнайтед», «Евертон» і «Сандерленд». Крім того він грав за низку нижчолігових англійських клубів, а також провів двадцять шість матчів за збірну Шотландії і забив шість голів.

## Клубна кар'єра

### «Гартлпул Юнайтед»
Гатчісон розпочав свою кар'єру в сезоні 1989/90 років у клубі «Гартлпул Юнайтед» під керівництвом Сіріла Ноулза в Четвертому дивізіоні Футбольної ліги. Талант Гатчісона був швидко помічений більшими англійськими клубами, і 27 листопада 1990 року його придбав «Ліверпуль» під керівництвом Кенні Далгліша за 175 000 фунтів стерлінгів. Проте Гатчінсон залишився на правах оренди в «Гартлпулі» на сезон 1990/91 років.

### «Ліверпуль»
Гатчісон приєднався до «Ліверпуля» в сезоні 1991/92 років і зіграв тричі під керівництвом Грема Сунесса. Футболіст забив усі сім своїх голів за «червоних» у сезоні 1992/93 років, де він став їх третім найкращим бомбардиром після Ієна Раша та Марка Волтерса. Гатчісон сказав про свій час на Енфілді: «Я добре порозумівся з Гремом Сунессом, і я думаю, що йому дуже сподобався мій стиль гри».

### «Вест Гем Юнайтед»
30 серпня 1994 року Гатчісон підписав контракт з «Вест Гем Юнайтед» за 1,5 мільйона фунтів стерлінгів. Дон забив у своєму дебютному матчі за «Вест Гем». який очолював Гаррі Реднапп, наступного дня у домашній грі проти «Ньюкасл Юнайтед» (1:3). У тридцяти дев'яти іграх у своєму першому періоді з клубом Гатчісон отримав одинадцять попереджень і був вилучений один раз, 5 листопада 1994 року, у домашній грі проти «Лестер Сіті». Йому дозволили покинути клуб у січні 1996 року.

### «Шеффілд Юнайтед»
Далі Гатчісон перейшов до «Шеффілд Юнайтед» з Першого дивізіону Футбольної ліги, де він став основним гравцем у команді Говарда Кендалла. Коли Кендалл перейшов на роботу в «Евертон», він забрав Гатчісона з собою.

### «Евертон»
Завдяки цьому переходу в березні 1998 року Гатчісон став одним з невеликої групи гравців, які грали за обидва суперники, «Ліверпуль» та «Евертон».
На початку сезону 1998/99 Гатчісон втратив місце в основі через те, що новий головний тренер Волтер Сміт віддавав перевагу новачкам Олів'є Дакуру та Джону Коллінзу. Однак через травму Коллінза, яка не дозволила йому грати протягом 6 місяців, Гатчісон повернувся в сторону і допоміг «Евертону» уникнути вильоту.
У сезоні 1999/00 Гатчісон став капітаном «ірисок», замінивши у цьому статусі Дейва Вотсона, але у березні 2000 року Гатчісон відмовився від нової угоди з клубом, заявивши, що хоче паритету з іншими найкращими гравцями клубу, але йому запропонували лише продовжити поточні умови. Згодом він був виключений зі складу за ці коментарі, але через травми Кевіна Кемпбелла та Френсіса Джефферса повернувся назад. Незважаючи на його історію з «Ліверпулем», вболівальники «Евертона» були незадоволені майбутнім продажем Гатчісона, у якого залишився лише один рік угоди. Хоча він зберіг своє місце до кінця сезону, клуб не зробив пропозицій про новий контракт, і Гатчісон перейшов в «Сандерленд» за 2,5 мільйона фунтів стерлінгів.

### «Сандерленд»
Хатчісон перейшов в «Сандерленд» у липні 2000 року після того, як не зміг укласти новий контракт з «Евертоном». Його хороша форма допомогла команді посісти 7 місце в Прем'єр-лізі, зацікавивши ряд інших клубів..

### Повернення до «Вест Гема»
У серпні 2001 року Гатчісон повернувся до «Вест Гем Юнайтед», який заплатив за гравця 5 мільйонів фунтів стерлінгів, що знову стало рекордним трансферем для клубу. Однак у лютому 2002 року Гатчісон отримав травму передньої хрестоподібної зв'язки. Повернувшись на поле лише у березні 2003 року, він пропустив більшу частину сезону 2002/03, після чого через травми майже не грав і в сезоні 2004/05.

### «Міллволл»
Гатчісон приєднався до «Міллволлу» в серпні 2005 року після того, як у нього завершився контракт з «Вест Гемом». Він провів лили три місяці в новій команді, не маючи стабільного місця в основі, через що покинув клуб за взаємною згодою в листопаді 2005 року.
У січні 2006 року Гатчісон уклав контракт з «Ковентрі Сіті» до кінця сезону 2006/07 років, а в червні 2006 року підписав нову річну угоду. Будучи основним гравцем у команді Міккі Адамса, він змушений був пропустити значну частину сезону 2006/07 років через травму щиколотки, після чого покинув клуб у статусі вільного агента.

### «Лутон Таун»
У липні 2007 року Гатчісон підписав однорічний контракт з «Лутон Таун». Забивши лише один гол за «Лутон» у Трофеї Футбольної ліги проти «Нортгемптон Таун», він покинув команду в кінці сезону.

## Виступи за збірну
Народившись у Гейтсхеді на північному сході Англії, Гатчісон постійно заявляв про своє бажання грати за Шотландію, посилаючись на міцні стосунки зі своїм шотландським батьком, родом із Нерна. Гатчісон вперше представляв другу збірну Шотландії у міжнародному матчі проти другої команди Уельсу у Рексемі в 1994 році. Однак Хатчісон провів невтішну гру і був замінений, через що перестав отримувати виклики до збірної наступні п'ять років.
31 березня 1999 року Гатчісон дебютував за національну збірну Шотландії під керівництвом Крейга Брауна, вийшовши на заміну в кваліфікаційному матчі Євро-2000 проти Чехії (2:1) на «Селтік Парк», оскільки в той час «Гемпден Парк» перебував на реконструкції. У своїй наступній грі він забив єдиний гол у грі, що приніс Шотландії перемогу з рахунком 1:0 над Німеччиною в Бремені.
Гатчісон разом з Біллі Доддсом забив у матчі кваліфікації Євро-2000 проти Боснії і Герцеговини (2:1) в Сараєво, а потім знову забив у домашній грі проти Литви (3:0) в цьому ж змаганні. У листопаді 1999 року він забив єдиний гол на «Вемблі» з пасу Крістіана Дейллі у зустрічі Англією, який приніс його команді перемогу над принциповим суперником 1:0 у матчі плей-оф на Євро-2000. Тим не менш оскільки Шотландія програла перший матч з рахунком 0:2 завдяки дублю Пола Скоулза, шотландці не змогли вийти на чемпіонат Європи.
Наступний гол за збірну Гатчісон забив у Дубліні у товариській грі проти Ірландії (2:1), а останній — у відбірковому матчі до чемпіонату світу 2002 року на виїзді з Сан-Марино. Примітно, що Шотландія виграла всі шість ігор, в яких забив Гатчісон.
У 2003 році Гатчісон сказав: «Мій батько нещодавно помер, і він був моїм найбільшим шанувальником. Я плакав, коли грали національний гімн перед грою проти Ісландії, тому що на похороні мого тата грали „Квітку Шотландії“. Найщасливішим, що я коли-небудь бачив, було, коли ми перемогли Англію на „Вемблі“ завдяки моєму голу. Грати за Шотландію для мого тата було чимось, чим я дійсно хотів займатися, тому що це викликало у нього гордість. Я ніколи не забуду його обличчя, коли ми грали з Англією на „Вемблі“».

## Особисте життя
Гатчісон працював футбольним експертом і коментатором на Talksport і ESPN FC.

## Статистика
| Дата       | Місто      | Господарі            | Результат | Гості      | Турнір            | Голи | Примітки |
| ---------- | ---------- | -------------------- | --------- | ---------- | ----------------- | ---- | -------- |
| 31-3-1999  | Глазго     | Шотландія            | 1 – 2     | Чехія      | Відбір до ЧЄ 2000 | -    | 63'      |
| 28-4-1999  | Бремен     | Німеччина            | 0 – 1     | Шотландія  | товариський матч  | 1    |          |
| 4-9-1999   | Сараєво    | Боснія і Герцеговина | 1 – 2     | Шотландія  | Відбір до ЧЄ 2000 | 1    | 19'      |
| 8-9-1999   | Таллінн    | Естонія              | 0 – 0     | Шотландія  | Відбір до ЧЄ 2000 | -    | 89'      |
| 9-10-1999  | Глазго     | Шотландія            | 3 – 0     | Литва      | Відбір до ЧЄ 2000 | 1    |          |
| 13-11-1999 | Глазго     | Шотландія            | 0 – 2     | Англія     | Відбір до ЧЄ 2000 | -    | 88'      |
| 17-11-1999 | Лондон     | Англія               | 0 – 1     | Шотландія  | Відбір до ЧЄ 2000 | 1    |          |
| 29-3-2000  | Глазго     | Шотландія            | 0 – 2     | Франція    | товариський матч  | -    |          |
| 26-4-2000  | Арнем      | Нідерланди           | 0 – 0     | Шотландія  | товариський матч  | -    | ЖК       |
| 30-5-2000  | Дублін     | Ірландія             | 1 – 2     | Шотландія  | товариський матч  | 1    |          |
| 2-9-2000   | Рига       | Латвія               | 0 – 1     | Шотландія  | Відбір до ЧС 2002 | -    |          |
| 7–10-2000  | Серравалле | Сан-Марино           | 0 – 2     | Шотландія  | Відбір до ЧС 2002 | 1    |          |
| 11-10-2000 | Загреб     | Хорватія             | 1 – 1     | Шотландія  | Відбір до ЧС 2002 | -    | 88'      |
| 15-11-2000 | Глазго     | Шотландія            | 0 – 2     | Австралія  | товариський матч  | -    |          |
| 24-3-2001  | Глазго     | Шотландія            | 2 – 2     | Бельгія    | Відбір до ЧС 2002 | -    |          |
| 28-3-2001  | Глазго     | Шотландія            | 4 – 0     | Сан-Марино | Відбір до ЧС 2002 | -    |          |
| 1-9-2001   | Глазго     | Шотландія            | 0 – 0     | Хорватія   | Відбір до ЧС 2002 | -    |          |
| 5-9-2001   | Брюссель   | Бельгія              | 2 – 0     | Шотландія  | Відбір до ЧС 2002 | -    |          |
| 6-10-2001  | Глазго     | Шотландія            | 2 – 1     | Латвія     | Відбір до ЧС 2002 | -    | 77'      |
| 12-2-2003  | Глазго     | Шотландія            | 0 – 2     | Ірландія   | товариський матч  | -    | 45'      |
| 29-3-2003  | Глазго     | Шотландія            | 2 – 1     | Ісландія   | Відбір до ЧЄ 2004 | -    | 64'      |
| 2-4-2003   | Каунас     | Литва                | 1 – 0     | Шотландія  | Відбір до ЧЄ 2004 | -    | 77' 83'  |
| 30-4-2003  | Глазго     | Шотландія            | 0 – 2     | Австрія    | товариський матч  | -    | 62'      |
| 20-8-2003  | Осло       | Норвегія             | 0 – 0     | Шотландія  | товариський матч  | -    | 89'      |
| 11-10-2003 | Глазго     | Шотландія            | 1 – 0     | Литва      | Відбір до ЧЄ 2004 | -    | 65'      |
| 15-11-2003 | Глазго     | Шотландія            | 1 – 0     | Нідерланди | Відбір до ЧЄ 2004 | -    | 90'      |
| Усього     |            | Матчів               | 26        |            | Голів             | 6    |          |